# Astragalus sempervirens
Astragalus sempervirens es un arbusto de la familia de las leguminosas.

## Descripción
Arbusto  de 5-20 cm de altura, con ramas tendidas, extendidas en forma de enredadera, con tallos leñosos, densamente recubiertos por las espinas formadas por los pecíolos del año anterior. Hojas paripinnadas, con una espina terminal fuerte; de 12-20 folíolos de hasta 1 cm de largo, lanceolados de vello sedoso; estípulas puntiagudas, unidas hasta la mitad del pecíolo. Flores erguidas, de hasta 15 mm de largo, en número de 3-8 formando un racimo de pedúnculo corto, casi oculto para las hojas; corola blanca hasta rosa o lila; estandarte más largos que las alas o la quilla; cáliz más corto que el estandarte, con pelo blanco, con lacinia puntiaguda.

## Hábitat
Desde los 600 hasta los 2.700 m de altura; terrenos calcáreos, escombros, praderas pedregosas, pinares, en lugares cálidos.

## Distribución
Montañas hispánicas, Pirineos, Alpes occidentales (hasta Rätikon), Apeninos. Crece en la montaña cantábrica sobre sustratos rocosos y calcáreos de solana, abundando en las estribaciones del norte de León y Palencia, entre 1.600 y 2.200 m de altitud. Se tata de un caméfito eminentemente pirenaico que alcanza su límite occidental en las montañas leonesas.

## Citología
Números cromosomáticos de Astragalus sempervirens  (Fam. Leguminosae) y táxones infraespecificos: 2n=16.

## Sinonimia
- Astragalus aristatus var. canescens Guss., Pl. Rar. 304 (1826)
- Astragalus aristatus var. cephalonicus (C.Presl) Boiss., Fl. Orient. 2: 309 (1872)
- Astragalus aristatus var. densiflorus Guss., Pl. Rar. 304 (1826)
- Astragalus aristatus L'Hér., Stirp. Nov. 170 (1791)
- Tragacantha cephalonica (C. Presl) Kuntze, Revis. Gen. Pl. 945 (1891)
- Astragalus cephalonicus C. Presl, Fl. Sicul. Prodr. 2: 426 (1828-32)
- Astragalus nevadensis subsp. catalaunicus Braun-Blanq. in Trav. Soc. Pharm. Montpellier 3: 228 (1945)
- Astragalus nevadensis var. catalaunicus (Braun-Blanq.) P. Monts. in Collect. Bot. (Barcelona) 2: 266 (1949)
- Astragalus sempervirens subsp. alpinus Pignatti, Giorn. Bot. Ital. 107: 215 (1973)
- Astragalus sempervirens subsp. catalaunicus (Braun-Blanq.) M. Laínz in Candollea 24: 254 (1969)
- Astragalus sempervirens subsp. cephalonicus (C. Presl) Asch. & Graebn., Syn. Mitt. Fl. 6(2): 779 (1909)
- Astragalus sempervirens var. major Rouy in Rouy & Foucaud, Fl. France 5: 178 (1899)
- Astragalus pseudotragancantha auct. , non Pall.
- Phaca tragacantha All.[4]

## Galería

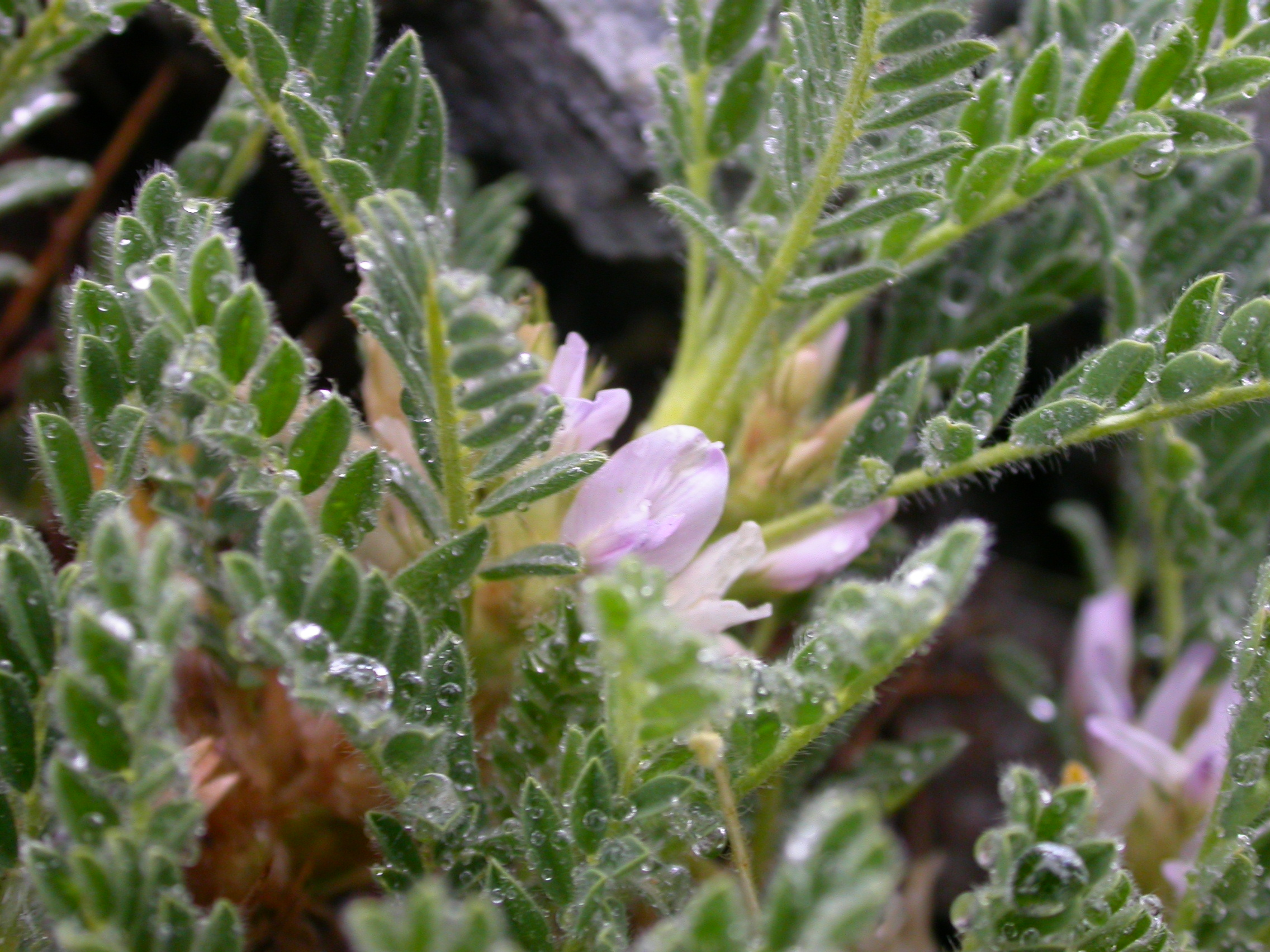
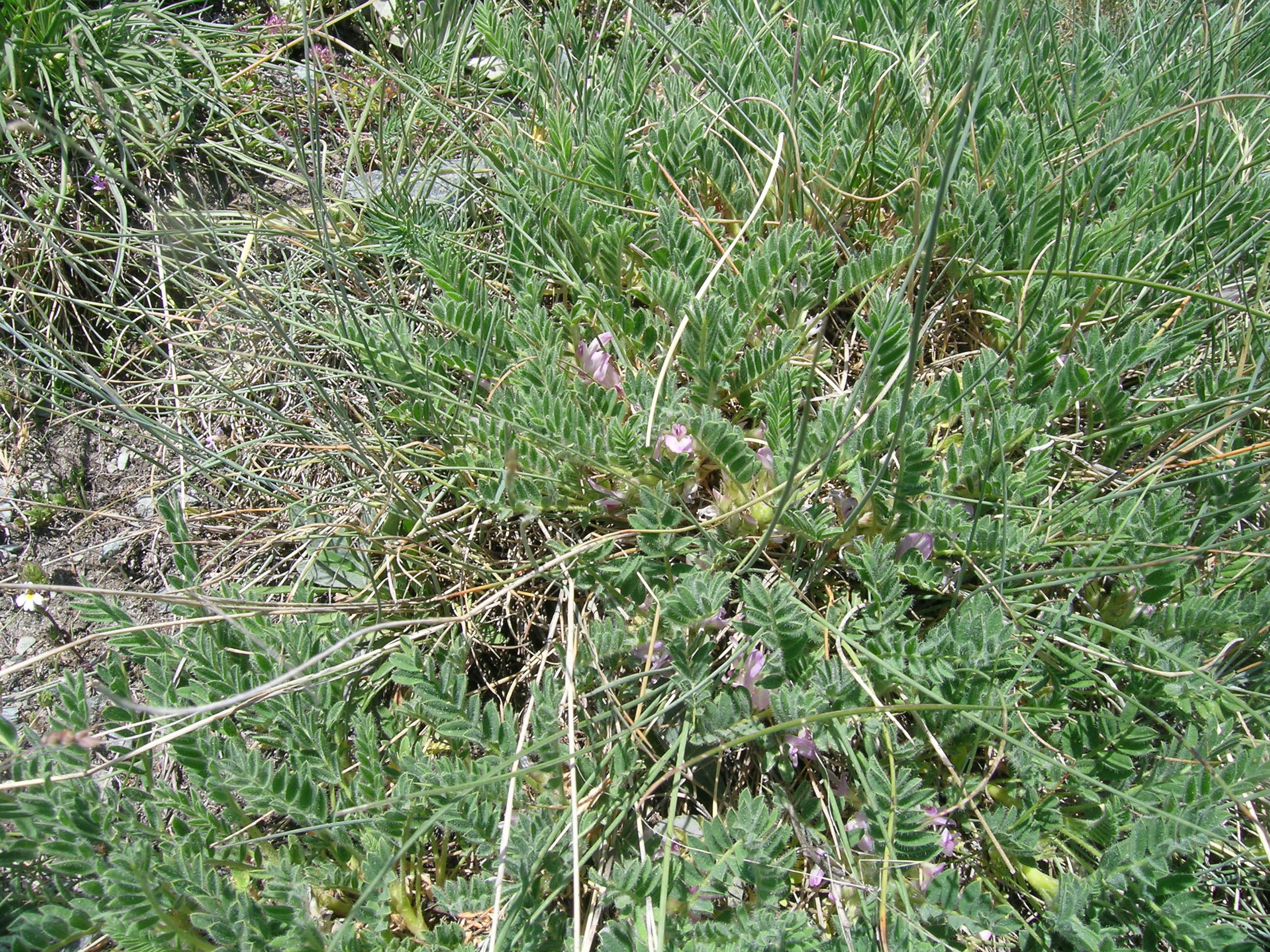
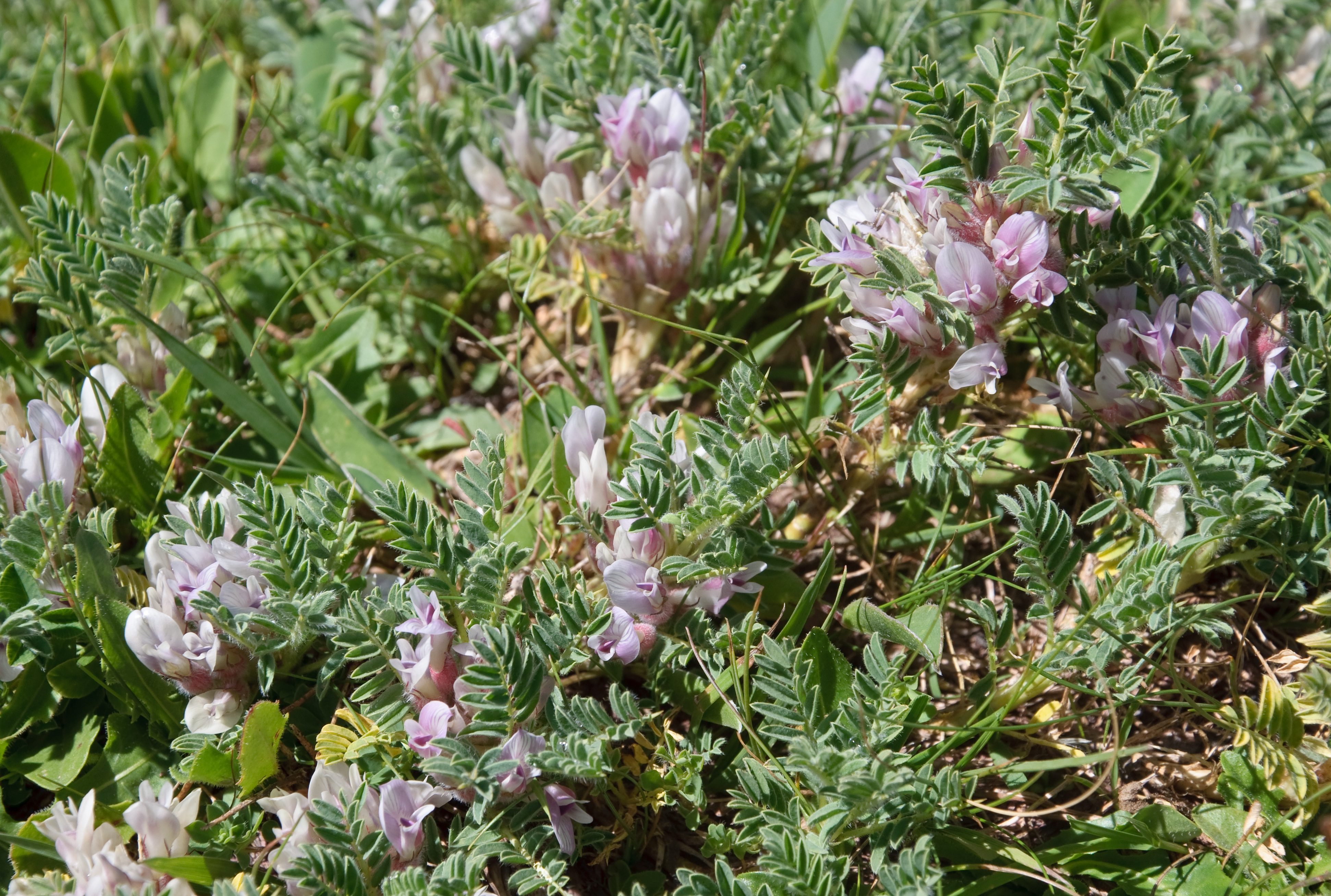